# Jesús Tolentino Román Bojórquez
Jesús Tolentino Román (León Fonseca, Sinaloa; 10 de septiembre de 1956) es un político mexicano del Partido Revolucionario Institucional y del movimiento antorchista.

## Carrera política
En 1984, Román Bojórquez se integró al Comité Ejecutivo Nacional del movimiento antorchista, y un año después comenzó a militar activamente en el PRI. En 1988, los antorchistas se adhirieron formalmente al PRI, pues ambas organizaciones encontraron similitud de intereses respecto a las demandas populares y campesinas.
En 1989, fue nombrado presidente del Comité Estatal de Antorcha Campesina en el Estado de México. No dejaría ese cargo sino hasta 2012.
En paralelo con la dirección mexiquense de este organismo, Román Bojórquez ocupó diversos cargos públicos y partidistas con el Revolucionario Institucional: fue regidor de Chimalhuacán, y luego presidente del Comité Directivo del PRI en ese municipio.
En el año 2000 fue elegido presidente municipal de Chimalhuacán y, tres años después, en 2003, Román Bojórquez se convirtió en diputado federal por el distrito electoral que corresponde al mismo municipio.
En 2018 se postuló nuevamente a la presidencia municipal de Chimalhuacán resultando electo. 
Durante la vacunación contra COVID-19, fue exhibido en redes sociales y diferentes medios de comunicación por usar dicha campaña de salud para promoción política. 
En 2021, volvió a postularse para un cuarto periodo al frente del Ayuntamiento, resultando en segundo lugar, perdiendo ante la candidata de Morena Xóchitl Flores Jiménez.